# Zelotibia kanama
Zelotibia kanama Nzigidahera & Jocqué, 2009 è un ragno appartenente alla famiglia Gnaphosidae.

## Etimologia
Il nome della specie deriva dalla località ruandese di rinvenimento degli esemplari: Kanama.

## Caratteristiche
L'olotipo femminile rinvenuto ha lunghezza totale è di 4,80mm; la lunghezza del cefalotorace è di 1,80mm; e la larghezza è di 1,32mm.

## Distribuzione
La specie è stata reperita nel Ruanda occidentale: l'olotipo femminile è stato rinvenuto a Kanama, 8 chilometri ad est di Gisenyi, appartenente alla Provincia Occidentale.

## Tassonomia
Al 2016 non sono note sottospecie e dal 2005 non sono stati esaminati nuovi esemplari.